# Inferno match
Pour les articles homonymes, voir Inferno.
Inferno match est un type de match au catch dont le but est de projeter l'adversaire dans les flammes qui entourent le ring afin de lui faire prendre feu. Il n'y a pas d'arbitre dans le ring pendant le déroulement du match. Ce genre de match a été introduit lors de l'édition 1998 d'Unforgiven en raison des gimmicks de Kane et Undertaker et sont des habitués de ce genre de match.
Les catcheurs sont protégés par des combinaisons spéciales qui retardent la progression du feu dans leurs costumes. Les inferno matches sont rares car la vie des catcheurs peut être en danger.
Un match similaire s'est déroulé à WCW Great American Bash 2000 entre Vampiro et Sting, le match fut appelé Human torch match.

## Matchs
| 1 | The Undertaker défait Kane - Son bras prend feu après une interférence de Vader | Unforgiven (1998) 26 avril 1998                         |
| 2 | The Undertaker défait Kane - Son pied prend feu | WWF RAW is WAR 22 février 1999                          |
| 3 | Triple H défait Kane - Grâce à l'interférence de Mideon, Viscera et The Undertaker, sa main prend feu                                                                                         | WWE SmackDown 23 septembre 1999                         |
| 4 | Kane défait Montel Vontavious Porter - Son dos prend feu - Kane participe pour la première fois au match sans son masque et gagne pour la première fois.                                      | Armageddon (2006) 17 décembre 2006                      |
| 5 | Bray Wyatt défait Kane - Le match était appelé "Ring of Fire match" - Grâce à une interférence de Luke Harper et Erick Rowan - Ce fut le premier Inferno match à se terminer par tombé.       | SummerSlam (2013) 18 aout 2013                          |
| 6 | Randy Orton défait The Fiend "Bray Wyatt" - Le match était appelé "Firefly Inferno match" - Le dos de Bray Wyatt prend feu - Il s'agit du premier inferno match sans la participation de Kane | TLC: Tables, Ladders and Chairs (2020) 20 décembre 2020 |

| Superstars               | Participation(s) | Victoire(s) | %     |
| ------------------------ | ---------------- | ----------- | ----- |
| Bray Wyatt/The Fiend     | 2                | 1           | 50.0% |
| Kane                     | 5                | 1           | 20.0% |
| Montel Vontavious Porter | 1                | 0           | 0.0%  |
| Randy Orton              | 1                | 1           | 100%  |
| Triple H                 | 1                | 1           | 100%  |
| The Undertaker           | 2                | 2           | 100%  |